# 閃閃☆亮亮
閃閃☆亮亮是東京電視台動畫節目「花漾明星KIRARIN」中，主角月島星璃（月島Kirari）與後輩觀月光組成的新團體，配音分別是早安少女組的久住小春和℃-ute的萩原舞。於2007年8月正式出道，但在同年9月28日停止活動。

## 成員
- 月島星璃（月島Kirari）：久住小春飾，「嗤之以鼻」的打歌服是藍色，「倆人是NS」的打歌服是粉紅色。
- 觀月光：萩原舞飾，「嗤之以鼻」的打歌服是黃色，「倆人是NS」的打歌服是水藍色。

## 簡歷
人氣偶像月島星璃（月島Kirari）為了幫助後輩觀月光克服令她無法在舞台上演唱的緊張毛病，實現成為偶像的夢想而組成的偶像團體。
現實生活中亦由配音的久住小春與萩原舞組成同名團體，於2007年8月推出出道單曲：嗤之以鼻/倆人是NS。
在動畫節目「花漾明星KIRARIN」中，主角「月島星璃（月島Kirari）」的配音員是由早安少女組的久住小春擔任。
另一方面，與久住小春跟同在早安家族的℃-ute的萩原舞（小學6年級：2007年6月時），

此外，℃-ute之前曾在花漾明星KIRARIN第20話中登場過，並有獨立製作時期第三張單曲「大きな愛でもてなして」作為第18話～第26話的片尾曲。今次的「閃閃☆亮亮」是對年幼人士進行宣傳活動的一部份。
在花漾明星KIRARIN第77集，閃閃☆亮亮解散了。此外，在現實世界沒再活動，2008年4月播映第三輯時，已經正式中止任何活動。

## 活動

### 2007年
- 6月，在Chao的中，宣佈久住小春和萩原舞成立「閃閃☆亮亮」。
- 6月15日，動畫「花漾明星KIRARIN」第62話「小光☆狂妄的偶像候補生!」中，觀月光初登場。
- 6月29日，動畫「花漾明星KIRARIN」第64話「扣殺!勝利組合風?」中，成立了「閃閃☆亮亮」。
- 7月3日，「おはスタ」（東京電視台）中，久住小春、萩原舞初登場。
- 7月26日　出道紀念演唱會「閃閃☆亮亮　嗤鼻夏日Live（きら☆ぴか はなぷーん夏ライブ）」（橫濱BLITZ）
- 8月1日　第一張單曲「はなをぷーん/ふたりはNS」發售。
- 9月28日，動畫「花漾明星KIRARIN」第77話「FOREVER♪ 閃閃☆亮亮告別演唱會♪♪」中，閃閃☆亮亮解散了。

### 2008年
- 3月28日，動畫「花漾明星KIRARIN」第102話，觀月光至78話後再次登場，此後就沒再登場過了。

## CD
單曲
- 嗤之以鼻 (原文：はなをぷーん) 俏皮可愛的快歌
- 倆人是NS (原文：ふたりはNS)  深刻友情的慢歌

## 單曲
嗤之以鼻/倆人是NS(はなをぷーん/ふたりはNS) 2007.8.8 發售

## 電視演出
- 花漾明星KIRARIN (原文：きらりん☆レボリューション) 東京電視台
- おはスタ 東京電視台

## 外部連結
- きらりん☆レボリューション公式サイト （页面存档备份，存于）花漾明星KIRARIN官方網頁 （日語）
- ハロー!プロジェクト公式プロフィール （页面存档备份，存于） （日語）